# Tyrande Soffiabrezza
(Tyrande a Marinda, dopo essersi sentita dire "vi obbedisco, signora".)
Tyrande Soffiabrezza (Tyrande Whisperwind) è un personaggio immaginario dell'universo di Warcraft, creato da Blizzard Entertainment; è l'alta sacerdotessa di Elune, ed è a capo sia della sorellanza di Elune che del governo degli elfi della notte. Tyrande appare per la prima volta nella campagna del videogioco Warcraft III, venendo poi ripresa in tutti i titoli e le espansioni seguenti così come in fumetti e libri, in particolar modo nella Trilogia della Guerra degli Antichi scritta da Richard A. Knaak. È inoltre un personaggio giocabile in Heroes of the Storm.

## Biografia
La maggioranza delle informazioni sulla vita di Tyrande si trovano nella trilogia di Knaak sulla Guerra degli Antichi, composta dai libri Il Pozzo dell'Eternità, L'Anima dei Demoni e L'abisso e nel videogioco Warcraft III: Reign of Chaos con la relativa espansione The Frozen Throne. Nei libri è narrata approfonditamente la parte della vita di Tyrande precedente alla Frattura, mentre la parte sulla Terza Guerra e il periodo successivo è trattato nei videogiochi.

### Vita prima della Guerra
Tyrande nacque nella città elfica di Suramar, sull'antico continente di Kalimdor che originariamente comprendeva tutte le terre emerse del pianeta. I due suoi amici più vicini erano Malfurion e Illidan Grantempesta, due fratelli gemelli; crescendo, Tyrande si avvicinò alla sorellanza di Elune, divenendo in seguito una sacerdotessa novizia. Malfurion nel frattempo imparava le arti druidiche dal semidio Cenarius mentre Illidan si interessava al mondo delle arti arcane. Illidan inoltre era innamorato di Tyrande, cosa di cui sia lei che Malfurion erano all'oscuro. Loro due, oltretutto, erano a loro volta innamorati l'uno dell'altra.

### Guerra degli antichi
Allo scoppiare della Guerra degli Antichi, Tyrande aiutò a convincere Illidan a lasciare gli Eletti, ovvero gli utilizzatori di magia seguaci della regina Azshara, e lo aiutò a controllare la sua dipendenza dalla magia cercando Cenarius. Quando lo trovarono, ricevettero il supporto dei draghi rossi di Alexstrasza per la lotta contro la Legione Infuocata. Fu durante la guerra che divenne chiaro che Tyrande era la più adatta ad utilizzare il potere di Elune che nessun'altra sacerdotessa. Durante la guerra Tyrande fu anche una figura di riferimento per Shandris Piumaluna, una giovane elfa rimasta orfana con un'eccezionale abilità di arciera.
Nella seconda metà della guerra, con la morte dell'alta sacerdotessa Dejahna per mano della Legione Infuocata, Tyrande fu designata come successore, e accettò il ruolo con non poca riluttanza, non considerandosi adatta a guidare gli elfi della notte.
Ad un certo punto, Tyrande fu rapita, proprio sotto gli occhi di Malfurion, da un gruppo di satiri guidati da lord Xavius, il più alto consigliere della regina Azshara. Protetta da Elune, Tyrande non poteva essere ferita in alcun modo, ma ciò non impedì loro di rinchiuderla in una cella dove, poco dopo, venne visitata da Azshara in persona e da una sua ancella, Dama Vashj. In qualche maniera colpita da Tyrande, Azshara le offrì di farne a sua volta un'ancella. Tyrande rifiutò immediatamente ma Vashj, che era ossessionata dall'essere la favorita di Azshara, si convinse che la sacerdotessa volesse scalzarla dalla sua posizione e da quel momento tentò più volte di ucciderla.
Anche uno degli Eletti, Dath'Remar Solealto, fece visita a Tyrande molto spesso: un largo gruppo di Eletti non si fidava più di Azshara né dei demoni della Legione, ed erano stufi di lavorare giorno e notte senza riposo né cibo per evocare altri demoni ad Azeroth. Tyrande incoraggiò questa scontentezza più che poté, fino a che Dath'Remar non le offrì di fuggire dal palazzo assieme a loro, se in cambio avesse parlato con gli altri elfi, che oramai consideravano gli Eletti dei traditori. Convinta che Dath'Remar e gli altri meritassero una seconda possibilità, accettò. Durante la fuga, Tyrande fu afferrata da un demone che la sollevò da terra: piuttosto che morire senza lottare, Tyrande uccise il demone a mezz'aria, ma un incantesimo le impedì di sfracellarsi al suolo: si trattava di Illidan.

### La Frattura
Tyrande, Malfurion, Illidan e gli elfi decisero di distruggere il Pozzo dell'Eternità, dentro cui si trovava il portale: il piano riuscì, causando il collasso del Pozzo dell'Eternità e la conseguente Frattura, che spezzò il continente in diversi altri cambiando per sempre Azeroth. Tyrande sopravvisse alla Frattura, e guidò poi la sua gente fino al Monte Hyjal. Qui scoprirono che Illidan aveva corrotto il lago sulla cima del monte con acqua magica presa dal Pozzo dell'Eternità, perché non voleva rinunciare al potere magico che aveva. Illidan venne fatto rinchiudere in una prigione sotterranea, detta Barrow Deeps, ma memori della Frattura gli elfi non osarono distruggere il nuovo Pozzo. Sopra di esso, invece, gli Aspetti Draconici Alexstrasza, Ysera e Nozdormu piantarono un gigantesco Albero del Mondo, chiamato Nordrassil.

### La lunga veglia
Tyrande e gli elfi ricomciarono lentamente a ricostruire la loro società. In seguito all'esilio degli alti elfi, Malfurion e tutti i druidi si riunirono al Sogno di Smeraldo, cadendo in un sonno perenne e lasciando Tyrande da sola. Tyrande riformò così le Sentinelle, un corpo di sole donne guerriere diretto dalla sorellanza di Elune, e si occupò di sorvegliare le terre dove vivevano con l'aiuto dei figli di Cenarius, i custodi del bosco e le driadi. Questo periodo, durato diecimila anni, divenne noto come "la lunga veglia".
Ad ogni modo, gli Eletti trovarono difficile rinunciare alla magia arcana, così si impose la difficile scelta di esiliarli. Dath'remar e i suoi salparono da Azeroth per non fare più ritorno.

### L'invasione di Valtetra
Un giorno, le Sentinelle Shadowleaf, guidate da Shandris Piumaluna, fecero ritorno al Monte Hyjal per avvertire che Cenarius era stato assassinato da invasori dalla pelle verde arrivati dal mare: si trattava degli orchi del clan Cantaguerra, salpati dai Regni Orientali assieme ad altri clan e mandati a raccogliere legname dal capo dell'Orda Thrall. Essi non sapevano di stare profanando i territori degli elfi della notte e, una volta attaccati dalle Sentinelle, per difendersi avevano bevuto il sangue del demone Mannoroth diventando così delle creature feroci e demoniache. Tyrande percepì la presenza del demone, ma non riuscì ad identificare cosa fosse: Shandris suggerì che si trattasse solo degli orchi, ma Tyrande sapeva che qualcosa di più pericoloso covava in sottofondo. Ciononostante, ordina comunque di attaccarli.
Oltre agli orchi, ben presto Valtetra fu colonizzata anche dagli umani. Sia gli uni che gli altri vennero però ben presto sopraffatti da orde di non morti e demoni. Tyrande ordinò la ritirata delle truppe, ma i non morti - che erano guidati da Archimonde - sterminarono le Sentinelle e Tyrande stessa riuscì a salvarsi per un pelo. Avvertita Shandris, cominciò ad organizzare una resistenza.

### Il risveglio dei druidi e la liberazione di Illidan
Per prima cosa, Tyrande si recò a Radaluna per svegliare Malfurion prima che il suo Barrow Den venisse raggiunto dalle forze del Flagello dei non morti guidato da Tichondrius. Malfurion capì che l'intenzione di Archimonde era di attaccare Nordrassil, per rubarne le energie e acquisire poteri divini. I due si diressero così a Fontefredda per svegliare i druidi dell'artiglio. Qui incapparono anche in diversi mezzorsi corrotti dalle forze della Legione, e furono costretti ad eliminarli.
Successivamente, Tyrande e Malfurion si diressero a Barrow Deeps per risvegliare i druidi dell'unghia. Qui Tyrande trova anche l'accesso alla prigione di Illidan, e nonostante le suppliche di Malfurion decide di liberarlo, credendolo ormai redento. Le Guardiane, guidate dal custode della selva Califax e da Maiev Cantombroso, cercarono di fermarla, ma lei le sconfisse e riuscì a farsi strada fino alla cella dove si trovava Illidan. Illidan si diresse a Vilbosco per combattere contro la Legione, ma ben presto Tyrande e Malfurion ricevettero la notizia che stava subendo il pesante attacco di Tichondrius. Raccolte le loro forze accorsero ad aiutarlo, ma una volta giunti scoprirono che era riuscito da solo a sconfiggere il Flagello e ad uccidere il signore del terrore: per farlo, aveva consumato il potere del Teschio di Gul'dan, un manufatto malvagio che l'aveva trasformato quasi in un demone. Inorridita, Tyrande non fece alcuna obiezione quando Malfurion bandì per sempre Illidan dalle terre degli elfi.

### La battaglia del Monte Hyjal
Poco tempo dopo, Malfurion portò Tyrande in un luogo a Valtetra, in cui gli era stato detto di recarsi in sogno da un profeta. Lì incontrarono i leader degli umani e degli orchi, l'incantatrice Jaina Marefiero e il capoguerra Thrall. Tyrande tentò di scacciarli, ma improvvisamente il profeta apparve, per rivelare a tutti di essere Medivh, l'ultimo guardiano di Tirisfal. Medivh li informò che il pericolo che correvano era troppo forte, e che per combatterlo avrebbero dovuto coalizzarsi. Nonostante la morte di Cenarius la rendesse ancora restia a fidarsi di loro, Tyrande ebbe poca scelta ed organizzò assieme a loro la difesa del Monte Hyjal. Tyrande, Malfurion e Shandris aiutarono a difendere la base di Jaina fino a che non venne sopraffatta, poi si spostarono a quella di Thrall fino a che anch'essa cedette. Alla fine, Archimonde stesso attaccò la base degli elfi della notte, giungendo ai cancelli che lo separavano da Nordrassil. L'arcidemone, troppo sicuro di sé, cominciò ad assaltare l'Albero del Mondo senza curarsi degli spiriti della foresta che si stavano raccogliendo attorno a lui: ad un segnale di Malfurion, essi lo aggredirono in massa ed esplosero. Archimonde venne distrutto all'istante, ma anche Nordrassil venne carbonizzato, perdendo così per sempre l'immortalità degli elfi della notte.
Dopo la vittoria, i tre schieramenti alleati si separarono, e gli elfi si ritirarono di nuovo a Valtetra per iniziare a curare i danni causati dalla Legione.

### L'inseguimento di Illidan
Diversi mesi dopo Tyrande e Malfurion vennero contattati da una staffetta inviata da Maiev Cantombroso, la guardiana di Illidan che non aveva rinunciato alla sua cattura ma che ora si trovava in grave difficoltà sotto l'attacco delle forze del Traditore. Organizzati i rinforzi, giunsero alle Isole Disperse dove salvarono le truppe di Maiev dai naga di Illidan: Maiev fu molto contenta di vedere Malfurion, mentre trovò fastidiosa la presenza di Tyrande, che considerava la responsabile della fuga di Illidan, nonché dell'omicidio delle Guardiane che lo sorvegliavano, e che avrebbe dovuto essere rinchiusa nelle viscere della terra assieme ad Illidan. Tyrande si difese e disse che non aveva diritto di giudicarla, ma Malfurion le zittì prima che la discussione potesse degenerare.
Più tardi Tyrande ebbe modo di confrontarsi con Illidan stesso, che le disse di volerle mostrare il suo potere. Tyrande ribatté che la magia arcana non poteva rimpiazzare la vera forza interiore, e per questo aveva preferito Malfurion a Illidan. Gli disse anche che ora capiva che errore avesse fatto liberandolo. Dopo la vittoria degli elfi sui naga, Illidan fuggì.
Tyrande, Malfurion e Maiev salparono un'altra volta, arrivando sulle coste di Lordaeron: essendo devastata dal Flagello dei non morti, Malfurion decise di restare per cercare di risanare la foresta, lasciando così le due elfe da sole. A loro si unì poco dopo il principe degli elfi del sangue Kael'thas Solealto con la sua gente, che stava fuggendo dalla sua terra invasa dal Flagello. Li accompagnarono fino al villaggio di Rovonero, nella Selva Pinargento, dove li attendeva un'imboscata dei non morti. Tyrande ordinò agli elfi del sangue e a Maiev di oltrepassare il ponte sul vicino fiume Arevass, e rimase a guardar loro le spalle. Invocando una pioggia di stelle, la sacerdotessa sterminò le forze nemiche, ma il ponte cedette e Tyrande venne portata via dalle acque del fiume. Maiev insistette per continuare ad inseguire Illidan, così lei e gli elfi del sangue se ne andarono.
Ritrovatasi con qualcuno dei suoi soldati, Tyrande arrivò su un'isola, circondata e assaltata in continuazione dalle forze dei non morti. Con sua grande sorpresa, Illidan si fece strada fino a lei, aprendo un portale e conducendo le elfe in una radura sicura. Lì Tyrande scoprì che Malfurion ed Illidan avevano unito le forze per salvarla. Il druido disse a suo fratello che le sue azioni gli avevano salvato la vita, ma che non gli sarebbe più stato permesso di minacciare gli elfi. Illidan accettò il giudizio, aprì un altro portale e fuggì lì. Maiev arrivà subito dopo sulla scena furibonda, e si lanciò con le sue guardiane all'inseguimento di Illidan. Tyrande cercò di fermarla, ma Malfurion le disse di non sprecare parole: Maiev era diventata la vendetta stessa, e non avrebbe più dato ascolto alla ragione. Gli elfi della notte fecero quindi ritorno a Kalimdor.

### Attività recenti
Poco tempo prima dei fatti narrati in World of Warcraft, Malfurion è rimasto intrappolato senza motivo nel Sogno di Smeraldo. Tyrande è tornata così ad essere l'unica vera autorità degli elfi della notte (fatta eccezione per l'arcidruido Fandral Elmocervo, che sostituiva Malfurion). Ha portato gli elfi della notte ad unirsi all'Alleanza, diventando una dei leader più di rilievo. Di recente, Tyrande ha compreso meglio la natura degli eventi che sconvolgono il Sogno di Smeraldo, ed è riuscita a purificare il drago verde Eranikus, corrotto dall'"Incubo".
Quando Broll Orsomanto e Lo'Gosh sono giunti a Darnassus per consegnare l'idolo di Remulos a Fandral Elmocervo, hanno anche incontrato Tyrande. Indagando con i suoi poteri sull'amnesia di Lo'Gosh (che era in realtà Varian Wrynn, il capo dell'Alleanza), scoprì che si trattava di una magia oscura e mandò i due da Jaina Marefiero, per cercare di spezzare l'incantesimo. Attualmente si trova nel tempio della Luna di Darnassus, su Teldrassil.

## Aspetto fisico

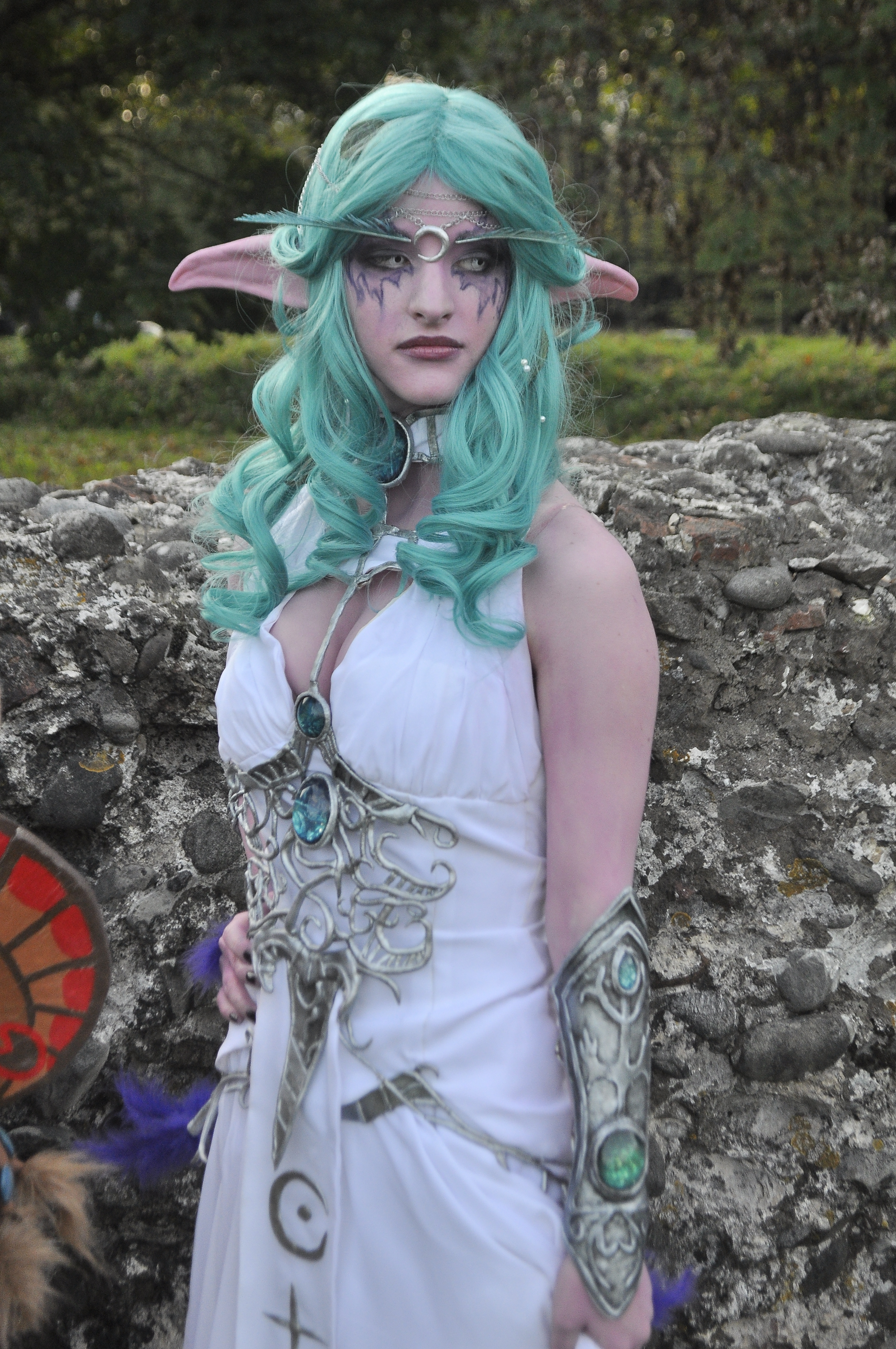
Una cosplayer interpreta Tyrande durante il Lucca Comics & Games 2013

Nelle varie illustrazioni e in Warcraft III: Reign of Chaos Tyrande viene presentata come un'elfa della notte dalla pelle viola e dai capelli blu; presenta, inoltre, due marchi a forma di aquila agli occhi. In World of Warcraft i capelli diventano turchese e indossa un'armatura bianca, che riflette i suoi due ruoli di sacerdotessa e guerriera, con incastonati alcuni zaffiri. Porta sempre con sé un arco fatto con piume bianche.

## Personalità e combattimento
Come leader degli elfi della notte, Tyrande è molto passionale e, in certe occasioni, avventata, prendendo spesso decisioni che altri trovano difficili o sconvenienti; a causa della sua posizione di leader e dell'adorazione con cui gli elfi della notte la trattano, la sua paura più grande è di divenire una nuova Regina Azshara. Adora Elune con tutta sé stessa e ama profondamente Malfurion. È generosa e compassionevole, spesso mettendo da parte i propri obiettivi per aiutare gli altri, come ha fatto con gli elfi del sangue a Lordaeron.
Inizialmente è molto sospettosa nei confronti di intrusi di altre razze che non conosce, e solo di rado si offre di aiutarli, perlopiù offrendo loro una piccola scorta che funge anche da osservatore per controllare i loro spostamenti. Più impara a conoscere gli estranei, comunque, più diventa amichevole e disponibile ad aiutare, anche se non riesce molto bene a dimostrare la gratitudine.
In battaglia, Tyrande cavalca un'imponente fiera glaciale di nome Ash'alah. Preferisce lottare nelle foreste, dove si trova più a suo agio, e in genere combatte da lontano, attaccando i nemici a colpi di freccia. Se la situazione è critica, può anche usare incantesimi estremamente potenti. Se si trova a faccia a faccia con i suoi avversari, non esita ad attaccare e preferisce non lasciare che nessuno scappi vivo: il suo compito di proteggere la sua gente dal pericolo è più grande del suo personale codice morale e di combattere con onore. Se un avversario cerca di fuggire, coglierà al volo l'occasione di piantargli una freccia nella schiena.